# Tabelul armonicelor sferice
Acesta este tabelul armonicelor sferice orthonormalizate care implică faza Condon-Shortley până la gradul I=10. Unele din aceste formule sunt date și în versiunea "carteziană", coordonatele x, y și z fiind legate de {\displaystyle \theta } and {\displaystyle \varphi \,} prin transformarea uzuală de coordonate:
{\displaystyle {\begin{aligned}x&=r\sin \theta \cos \varphi \\y&=r\sin \theta \sin \varphi \\z&=r\cos \theta \end{aligned}}}

## Armonicele sferice cul= 0
{\displaystyle Y_{0}^{0}(\theta ,\varphi )={1 \over 2}{\sqrt {1 \over \pi }}}

### Armonicele sferice reale cul= 0
{\displaystyle s=Y_{0}^{0}={\frac {1}{2}}{\sqrt {\frac {1}{\pi }}}}

## Armonicele sferice cul= 1
{\displaystyle {\begin{aligned}Y_{1}^{-1}(\theta ,\varphi )&={1 \over 2}{\sqrt {3 \over 2\pi }}\cdot e^{-i\varphi }\cdot \sin \theta \quad ={1 \over 2}{\sqrt {3 \over 2\pi }}\cdot {(x-iy) \over r}\\Y_{1}^{0}(\theta ,\varphi )&={1 \over 2}{\sqrt {3 \over \pi }}\cdot \cos \theta \quad \quad ={1 \over 2}{\sqrt {3 \over \pi }}\cdot {z \over r}\\Y_{1}^{1}(\theta ,\varphi )&={-1 \over 2}{\sqrt {3 \over 2\pi }}\cdot e^{i\varphi }\cdot \sin \theta \quad ={-1 \over 2}{\sqrt {3 \over 2\pi }}\cdot {(x+iy) \over r}\end{aligned}}}

### Armonicele sferice reale cul= 1
{\displaystyle {\begin{aligned}p_{x}&={\sqrt {\frac {1}{2}}}\left(Y_{1}^{-1}-Y_{1}^{1}\right)={\sqrt {\frac {3}{4\pi }}}\cdot {\frac {x}{r}}\\p_{y}&=i{\sqrt {\frac {1}{2}}}\left(Y_{1}^{-1}+Y_{1}^{1}\right)={\sqrt {\frac {3}{4\pi }}}\cdot {\frac {y}{r}}\\p_{z}&=Y_{1}^{0}={\sqrt {\frac {3}{4\pi }}}\cdot {\frac {z}{r}}\end{aligned}}}

## Armonicele sferice cul= 2
{\displaystyle Y_{2}^{-2}(\theta ,\varphi )={1 \over 4}{\sqrt {15 \over 2\pi }}\cdot e^{-2i\varphi }\cdot \sin ^{2}\theta \quad ={1 \over 4}{\sqrt {15 \over 2\pi }}\cdot {(x-iy)^{2} \over r^{2}}}
{\displaystyle Y_{2}^{-1}(\theta ,\varphi )={1 \over 2}{\sqrt {15 \over 2\pi }}\cdot e^{-i\varphi }\cdot \sin \theta \cdot \cos \theta \quad ={1 \over 2}{\sqrt {15 \over 2\pi }}\cdot {(x-iy)z \over r^{2}}}
{\displaystyle Y_{2}^{0}(\theta ,\varphi )={1 \over 4}{\sqrt {5 \over \pi }}\cdot (3\cos ^{2}\theta -1)\quad ={1 \over 4}{\sqrt {5 \over \pi }}\cdot {(-x^{2}-y^{2}+2z^{2}) \over r^{2}}}
{\displaystyle Y_{2}^{1}(\theta ,\varphi )={-1 \over 2}{\sqrt {15 \over 2\pi }}\cdot e^{i\varphi }\cdot \sin \theta \cdot \cos \theta \quad ={-1 \over 2}{\sqrt {15 \over 2\pi }}\cdot {(x+iy)z \over r^{2}}}
{\displaystyle Y_{2}^{2}(\theta ,\varphi )={1 \over 4}{\sqrt {15 \over 2\pi }}\cdot e^{2i\varphi }\cdot \sin ^{2}\theta \quad ={1 \over 4}{\sqrt {15 \over 2\pi }}\cdot {(x+iy)^{2} \over r^{2}}}

### Armonicele sferice reale cul= 2
{\displaystyle d_{z^{2}}=Y_{2}^{0}={\frac {1}{4}}{\sqrt {\frac {5}{\pi }}}\cdot {\frac {-x^{2}-y^{2}+2z^{2}}{r^{2}}}}
{\displaystyle d_{yz}=i{\sqrt {\frac {1}{2}}}\left(Y_{2}^{-1}+Y_{2}^{1}\right)={\frac {1}{2}}{\sqrt {\frac {15}{\pi }}}\cdot {\frac {yz}{r^{2}}}}
{\displaystyle d_{xz}={\sqrt {\frac {1}{2}}}\left(Y_{2}^{-1}-Y_{2}^{1}\right)={\frac {1}{2}}{\sqrt {\frac {15}{\pi }}}\cdot {\frac {zx}{r^{2}}}}
{\displaystyle d_{xy}=i{\sqrt {\frac {1}{2}}}\left(Y_{2}^{-2}-Y_{2}^{2}\right)={\frac {1}{2}}{\sqrt {\frac {15}{\pi }}}\cdot {\frac {xy}{r^{2}}}}
{\displaystyle d_{x^{2}-y^{2}}={\sqrt {\frac {1}{2}}}\left(Y_{2}^{-2}+Y_{2}^{2}\right)={\frac {1}{4}}{\sqrt {\frac {15}{\pi }}}\cdot {\frac {x^{2}-y^{2}}{r^{2}}}}

## Armonicele sferice cul= 3
{\displaystyle Y_{3}^{-3}(\theta ,\varphi )={1 \over 8}{\sqrt {35 \over \pi }}\cdot e^{-3i\varphi }\cdot \sin ^{3}\theta \quad ={1 \over 8}{\sqrt {35 \over \pi }}\cdot {(x-iy)^{3} \over r^{3}}}
{\displaystyle Y_{3}^{-2}(\theta ,\varphi )={1 \over 4}{\sqrt {105 \over 2\pi }}\cdot e^{-2i\varphi }\cdot \sin ^{2}\theta \cdot \cos \theta \quad ={1 \over 4}{\sqrt {105 \over 2\pi }}\cdot {(x-iy)^{2}z \over r^{3}}}
{\displaystyle Y_{3}^{-1}(\theta ,\varphi )={1 \over 8}{\sqrt {21 \over \pi }}\cdot e^{-i\varphi }\cdot \sin \theta \cdot (5\cos ^{2}\theta -1)\quad ={1 \over 8}{\sqrt {21 \over \pi }}\cdot {(x-iy)(4z^{2}-x^{2}-y^{2}) \over r^{3}}}
{\displaystyle Y_{3}^{0}(\theta ,\varphi )={1 \over 4}{\sqrt {7 \over \pi }}\cdot (5\cos ^{3}\theta -3\cos \theta )\quad ={1 \over 4}{\sqrt {7 \over \pi }}\cdot {z(2z^{2}-3x^{2}-3y^{2}) \over r^{3}}}
{\displaystyle Y_{3}^{1}(\theta ,\varphi )={-1 \over 8}{\sqrt {21 \over \pi }}\cdot e^{i\varphi }\cdot \sin \theta \cdot (5\cos ^{2}\theta -1)\quad ={-1 \over 8}{\sqrt {21 \over \pi }}\cdot {(x+iy)(4z^{2}-x^{2}-y^{2}) \over r^{3}}}
{\displaystyle Y_{3}^{2}(\theta ,\varphi )={1 \over 4}{\sqrt {105 \over 2\pi }}\cdot e^{2i\varphi }\cdot \sin ^{2}\theta \cdot \cos \theta \quad ={1 \over 4}{\sqrt {105 \over 2\pi }}\cdot {(x+iy)^{2}z \over r^{3}}}
{\displaystyle Y_{3}^{3}(\theta ,\varphi )={-1 \over 8}{\sqrt {35 \over \pi }}\cdot e^{3i\varphi }\cdot \sin ^{3}\theta \quad ={-1 \over 8}{\sqrt {35 \over \pi }}\cdot {(x+iy)^{3} \over r^{3}}}

### Armonicele sferice reale cul= 3
{\displaystyle f_{z^{3}}=Y_{3}^{0}={\frac {1}{4}}{\sqrt {\frac {7}{\pi }}}\cdot {\frac {z(2z^{2}-3x^{2}-3y^{2})}{r^{3}}}}
{\displaystyle f_{y\left(3x^{2}-y^{2}\right)}=i{\sqrt {\frac {1}{2}}}\left(Y_{3}^{-3}+Y_{3}^{3}\right)={\frac {1}{4}}{\sqrt {\frac {35}{2\pi }}}\cdot {\frac {\left(3x^{2}-y^{2}\right)y}{r^{3}}}}
{\displaystyle f_{x\left(x^{2}-3y^{2}\right)}={\sqrt {\frac {1}{2}}}\left(Y_{3}^{-3}-Y_{3}^{3}\right)={\frac {1}{4}}{\sqrt {\frac {35}{2\pi }}}\cdot {\frac {\left(x^{2}-3y^{2}\right)x}{r^{3}}}}
{\displaystyle f_{z\left(x^{2}-y^{2}\right)}={\sqrt {\frac {1}{2}}}\left(Y_{3}^{-2}+Y_{3}^{2}\right)={\frac {1}{4}}{\sqrt {\frac {105}{\pi }}}\cdot {\frac {\left(x^{2}-y^{2}\right)z}{r^{3}}}}
{\displaystyle f_{xyz}=i{\sqrt {\frac {1}{2}}}\left(Y_{3}^{-2}-Y_{3}^{2}\right)={\frac {1}{2}}{\sqrt {\frac {105}{\pi }}}\cdot {\frac {xyz}{r^{3}}}}
{\displaystyle f_{yz^{2}}=i{\sqrt {\frac {1}{2}}}\left(Y_{3}^{-1}+Y_{3}^{1}\right)={\frac {1}{4}}{\sqrt {\frac {21}{2\pi }}}\cdot {\frac {y(4z^{2}-x^{2}-y^{2})}{r^{3}}}}
{\displaystyle f_{xz^{2}}={\sqrt {\frac {1}{2}}}\left(Y_{3}^{-1}-Y_{3}^{1}\right)={\frac {1}{4}}{\sqrt {\frac {21}{2\pi }}}\cdot {\frac {x(4z^{2}-x^{2}-y^{2})}{r^{3}}}}

## Armonicele sferice cul= 4
{\displaystyle Y_{4}^{-4}(\theta ,\varphi )={3 \over 16}{\sqrt {35 \over 2\pi }}\cdot e^{-4i\varphi }\cdot \sin ^{4}\theta ={\frac {3}{16}}{\sqrt {\frac {35}{2\pi }}}\cdot {\frac {(x-iy)^{4}}{r^{4}}}}
{\displaystyle Y_{4}^{-3}(\theta ,\varphi )={3 \over 8}{\sqrt {35 \over \pi }}\cdot e^{-3i\varphi }\cdot \sin ^{3}\theta \cdot \cos \theta ={\frac {3}{8}}{\sqrt {\frac {35}{\pi }}}\cdot {\frac {(x-iy)^{3}z}{r^{4}}}}
{\displaystyle Y_{4}^{-2}(\theta ,\varphi )={3 \over 8}{\sqrt {5 \over 2\pi }}\cdot e^{-2i\varphi }\cdot \sin ^{2}\theta \cdot (7\cos ^{2}\theta -1)={\frac {3}{8}}{\sqrt {\frac {5}{2\pi }}}\cdot {\frac {(x-iy)^{2}\cdot (7z^{2}-r^{2})}{r^{4}}}}
{\displaystyle Y_{4}^{-1}(\theta ,\varphi )={3 \over 8}{\sqrt {5 \over \pi }}\cdot e^{-i\varphi }\cdot \sin \theta \cdot (7\cos ^{3}\theta -3\cos \theta )={\frac {3}{8}}{\sqrt {\frac {5}{\pi }}}\cdot {\frac {(x-iy)\cdot z\cdot (7z^{2}-3r^{2})}{r^{4}}}}
{\displaystyle Y_{4}^{0}(\theta ,\varphi )={3 \over 16}{\sqrt {1 \over \pi }}\cdot (35\cos ^{4}\theta -30\cos ^{2}\theta +3)={\frac {3}{16}}{\sqrt {\frac {1}{\pi }}}\cdot {\frac {(35z^{4}-30z^{2}r^{2}+3r^{4})}{r^{4}}}}
{\displaystyle Y_{4}^{1}(\theta ,\varphi )={-3 \over 8}{\sqrt {5 \over \pi }}\cdot e^{i\varphi }\cdot \sin \theta \cdot (7\cos ^{3}\theta -3\cos \theta )={\frac {-3}{8}}{\sqrt {\frac {5}{\pi }}}\cdot {\frac {(x+iy)\cdot z\cdot (7z^{2}-3r^{2})}{r^{4}}}}
{\displaystyle Y_{4}^{2}(\theta ,\varphi )={3 \over 8}{\sqrt {5 \over 2\pi }}\cdot e^{2i\varphi }\cdot \sin ^{2}\theta \cdot (7\cos ^{2}\theta -1)={\frac {3}{8}}{\sqrt {\frac {5}{2\pi }}}\cdot {\frac {(x+iy)^{2}\cdot (7z^{2}-r^{2})}{r^{4}}}}
{\displaystyle Y_{4}^{3}(\theta ,\varphi )={-3 \over 8}{\sqrt {35 \over \pi }}\cdot e^{3i\varphi }\cdot \sin ^{3}\theta \cdot \cos \theta ={\frac {-3}{8}}{\sqrt {\frac {35}{\pi }}}\cdot {\frac {(x+iy)^{3}z}{r^{4}}}}
{\displaystyle Y_{4}^{4}(\theta ,\varphi )={3 \over 16}{\sqrt {35 \over 2\pi }}\cdot e^{4i\varphi }\cdot \sin ^{4}\theta ={\frac {3}{16}}{\sqrt {\frac {35}{2\pi }}}\cdot {\frac {(x+iy)^{4}}{r^{4}}}}

### Armonicele sferice reale cul= 4
{\displaystyle g_{z^{4}}=Y_{4}^{0}={\frac {3}{16}}{\sqrt {\frac {1}{\pi }}}\cdot {\frac {(35z^{4}-30z^{2}r^{2}+3r^{4})}{r^{4}}}}
{\displaystyle g_{z^{3}x}={\sqrt {\frac {1}{2}}}\left(Y_{4}^{-1}-Y_{4}^{1}\right)={\frac {3}{4}}{\sqrt {\frac {5}{2\pi }}}\cdot {\frac {xz\cdot (7z^{2}-3r^{2})}{r^{4}}}}
{\displaystyle g_{z^{3}y}=i{\sqrt {\frac {1}{2}}}\left(Y_{4}^{-1}+Y_{4}^{1}\right)={\frac {3}{4}}{\sqrt {\frac {5}{2\pi }}}\cdot {\frac {yz\cdot (7z^{2}-3r^{2})}{r^{4}}}}
{\displaystyle g_{z^{2}\left(x^{2}-y^{2}\right)}={\sqrt {\frac {1}{2}}}\left(Y_{4}^{-2}+Y_{4}^{2}\right)={\frac {3}{8}}{\sqrt {\frac {5}{\pi }}}\cdot {\frac {(x^{2}-y^{2})\cdot (7z^{2}-r^{2})}{r^{4}}}}
{\displaystyle g_{z^{2}{xy}}=i{\sqrt {\frac {1}{2}}}\left(Y_{4}^{-2}-Y_{4}^{2}\right)={\frac {3}{4}}{\sqrt {\frac {5}{\pi }}}\cdot {\frac {xy\cdot (7z^{2}-r^{2})}{r^{4}}}}
{\displaystyle g_{zx^{3}}={\sqrt {\frac {1}{2}}}\left(Y_{4}^{-3}-Y_{4}^{3}\right)={\frac {3}{4}}{\sqrt {\frac {35}{2\pi }}}\cdot {\frac {(x^{2}-3y^{2})xz}{r^{4}}}}
{\displaystyle g_{zy^{3}}=i{\sqrt {\frac {1}{2}}}\left(Y_{4}^{-3}+Y_{4}^{3}\right)={\frac {3}{4}}{\sqrt {\frac {35}{2\pi }}}\cdot {\frac {(3x^{2}-y^{2})yz}{r^{4}}}}
{\displaystyle g_{x^{4}+y^{4}}={\sqrt {\frac {1}{2}}}\left(Y_{4}^{-4}+Y_{4}^{4}\right)={\frac {3}{16}}{\sqrt {\frac {35}{\pi }}}\cdot {\frac {x^{2}\left(x^{2}-3y^{2}\right)-y^{2}\left(3x^{2}-y^{2}\right)}{r^{4}}}}
{\displaystyle g_{xy\left(x^{2}-y^{2}\right)}=i{\sqrt {\frac {1}{2}}}\left(Y_{4}^{-4}-Y_{4}^{4}\right)={\frac {3}{4}}{\sqrt {\frac {35}{\pi }}}\cdot {\frac {xy\left(x^{2}-y^{2}\right)}{r^{4}}}}

## Armonicele sferice cul= 5
{\displaystyle Y_{5}^{-5}(\theta ,\varphi )={3 \over 32}{\sqrt {77 \over \pi }}\cdot e^{-5i\varphi }\cdot \sin ^{5}\theta }
{\displaystyle Y_{5}^{-4}(\theta ,\varphi )={3 \over 16}{\sqrt {385 \over 2\pi }}\cdot e^{-4i\varphi }\cdot \sin ^{4}\theta \cdot \cos \theta }
{\displaystyle Y_{5}^{-3}(\theta ,\varphi )={1 \over 32}{\sqrt {385 \over \pi }}\cdot e^{-3i\varphi }\cdot \sin ^{3}\theta \cdot (9\cos ^{2}\theta -1)}
{\displaystyle Y_{5}^{-2}(\theta ,\varphi )={1 \over 8}{\sqrt {1155 \over 2\pi }}\cdot e^{-2i\varphi }\cdot \sin ^{2}\theta \cdot (3\cos ^{3}\theta -1\cos \theta )}
{\displaystyle Y_{5}^{-1}(\theta ,\varphi )={1 \over 16}{\sqrt {165 \over 2\pi }}\cdot e^{-i\varphi }\cdot \sin \theta \cdot (21\cos ^{4}\theta -14\cos ^{2}\theta +1)}
{\displaystyle Y_{5}^{0}(\theta ,\varphi )={1 \over 16}{\sqrt {11 \over \pi }}\cdot (63\cos ^{5}\theta -70\cos ^{3}\theta +15\cos \theta )}
{\displaystyle Y_{5}^{1}(\theta ,\varphi )={-1 \over 16}{\sqrt {165 \over 2\pi }}\cdot e^{i\varphi }\cdot \sin \theta \cdot (21\cos ^{4}\theta -14\cos ^{2}\theta +1)}
{\displaystyle Y_{5}^{2}(\theta ,\varphi )={1 \over 8}{\sqrt {1155 \over 2\pi }}\cdot e^{2i\varphi }\cdot \sin ^{2}\theta \cdot (3\cos ^{3}\theta -1\cos \theta )}
{\displaystyle Y_{5}^{3}(\theta ,\varphi )={-1 \over 32}{\sqrt {385 \over \pi }}\cdot e^{3i\varphi }\cdot \sin ^{3}\theta \cdot (9\cos ^{2}\theta -1)}
{\displaystyle Y_{5}^{4}(\theta ,\varphi )={3 \over 16}{\sqrt {385 \over 2\pi }}\cdot e^{4i\varphi }\cdot \sin ^{4}\theta \cdot \cos \theta }
{\displaystyle Y_{5}^{5}(\theta ,\varphi )={-3 \over 32}{\sqrt {77 \over \pi }}\cdot e^{5i\varphi }\cdot \sin ^{5}\theta }

## Armonicele sferice cul= 6
{\displaystyle Y_{6}^{-6}(\theta ,\varphi )={1 \over 64}{\sqrt {3003 \over \pi }}\cdot e^{-6i\varphi }\cdot \sin ^{6}\theta }
{\displaystyle Y_{6}^{-5}(\theta ,\varphi )={3 \over 32}{\sqrt {1001 \over \pi }}\cdot e^{-5i\varphi }\cdot \sin ^{5}\theta \cdot \cos \theta }
{\displaystyle Y_{6}^{-4}(\theta ,\varphi )={3 \over 32}{\sqrt {91 \over 2\pi }}\cdot e^{-4i\varphi }\cdot \sin ^{4}\theta \cdot (11\cos ^{2}\theta -1)}
{\displaystyle Y_{6}^{-3}(\theta ,\varphi )={1 \over 32}{\sqrt {1365 \over \pi }}\cdot e^{-3i\varphi }\cdot \sin ^{3}\theta \cdot (11\cos ^{3}\theta -3\cos \theta )}
{\displaystyle Y_{6}^{-2}(\theta ,\varphi )={1 \over 64}{\sqrt {1365 \over \pi }}\cdot e^{-2i\varphi }\cdot \sin ^{2}\theta \cdot (33\cos ^{4}\theta -18\cos ^{2}\theta +1)}
{\displaystyle Y_{6}^{-1}(\theta ,\varphi )={1 \over 16}{\sqrt {273 \over 2\pi }}\cdot e^{-i\varphi }\cdot \sin \theta \cdot (33\cos ^{5}\theta -30\cos ^{3}\theta +5\cos \theta )}
{\displaystyle Y_{6}^{0}(\theta ,\varphi )={1 \over 32}{\sqrt {13 \over \pi }}\cdot (231\cos ^{6}\theta -315\cos ^{4}\theta +105\cos ^{2}\theta -5)}
{\displaystyle Y_{6}^{1}(\theta ,\varphi )={-1 \over 16}{\sqrt {273 \over 2\pi }}\cdot e^{i\varphi }\cdot \sin \theta \cdot (33\cos ^{5}\theta -30\cos ^{3}\theta +5\cos \theta )}
{\displaystyle Y_{6}^{2}(\theta ,\varphi )={1 \over 64}{\sqrt {1365 \over \pi }}\cdot e^{2i\varphi }\cdot \sin ^{2}\theta \cdot (33\cos ^{4}\theta -18\cos ^{2}\theta +1)}
{\displaystyle Y_{6}^{3}(\theta ,\varphi )={-1 \over 32}{\sqrt {1365 \over \pi }}\cdot e^{3i\varphi }\cdot \sin ^{3}\theta \cdot (11\cos ^{3}\theta -3\cos \theta )}
{\displaystyle Y_{6}^{4}(\theta ,\varphi )={3 \over 32}{\sqrt {91 \over 2\pi }}\cdot e^{4i\varphi }\cdot \sin ^{4}\theta \cdot (11\cos ^{2}\theta -1)}
{\displaystyle Y_{6}^{5}(\theta ,\varphi )={-3 \over 32}{\sqrt {1001 \over \pi }}\cdot e^{5i\varphi }\cdot \sin ^{5}\theta \cdot \cos \theta }
{\displaystyle Y_{6}^{6}(\theta ,\varphi )={1 \over 64}{\sqrt {3003 \over \pi }}\cdot e^{6i\varphi }\cdot \sin ^{6}\theta }

## Armonicele sferice cul= 7
{\displaystyle Y_{7}^{-7}(\theta ,\varphi )={3 \over 64}{\sqrt {715 \over 2\pi }}\cdot e^{-7i\varphi }\cdot \sin ^{7}\theta }
{\displaystyle Y_{7}^{-6}(\theta ,\varphi )={3 \over 64}{\sqrt {5005 \over \pi }}\cdot e^{-6i\varphi }\cdot \sin ^{6}\theta \cdot \cos \theta }
{\displaystyle Y_{7}^{-5}(\theta ,\varphi )={3 \over 64}{\sqrt {385 \over 2\pi }}\cdot e^{-5i\varphi }\cdot \sin ^{5}\theta \cdot (13\cos ^{2}\theta -1)}
{\displaystyle Y_{7}^{-4}(\theta ,\varphi )={3 \over 32}{\sqrt {385 \over 2\pi }}\cdot e^{-4i\varphi }\cdot \sin ^{4}\theta \cdot (13\cos ^{3}\theta -3\cos \theta )}
{\displaystyle Y_{7}^{-3}(\theta ,\varphi )={3 \over 64}{\sqrt {35 \over 2\pi }}\cdot e^{-3i\varphi }\cdot \sin ^{3}\theta \cdot (143\cos ^{4}\theta -66\cos ^{2}\theta +3)}
{\displaystyle Y_{7}^{-2}(\theta ,\varphi )={3 \over 64}{\sqrt {35 \over \pi }}\cdot e^{-2i\varphi }\cdot \sin ^{2}\theta \cdot (143\cos ^{5}\theta -110\cos ^{3}\theta +15\cos \theta )}
{\displaystyle Y_{7}^{-1}(\theta ,\varphi )={1 \over 64}{\sqrt {105 \over 2\pi }}\cdot e^{-i\varphi }\cdot \sin \theta \cdot (429\cos ^{6}\theta -495\cos ^{4}\theta +135\cos ^{2}\theta -5)}
{\displaystyle Y_{7}^{0}(\theta ,\varphi )={1 \over 32}{\sqrt {15 \over \pi }}\cdot (429\cos ^{7}\theta -693\cos ^{5}\theta +315\cos ^{3}\theta -35\cos \theta )}
{\displaystyle Y_{7}^{1}(\theta ,\varphi )={-1 \over 64}{\sqrt {105 \over 2\pi }}\cdot e^{i\varphi }\cdot \sin \theta \cdot (429\cos ^{6}\theta -495\cos ^{4}\theta +135\cos ^{2}\theta -5)}
{\displaystyle Y_{7}^{2}(\theta ,\varphi )={3 \over 64}{\sqrt {35 \over \pi }}\cdot e^{2i\varphi }\cdot \sin ^{2}\theta \cdot (143\cos ^{5}\theta -110\cos ^{3}\theta +15\cos \theta )}
{\displaystyle Y_{7}^{3}(\theta ,\varphi )={-3 \over 64}{\sqrt {35 \over 2\pi }}\cdot e^{3i\varphi }\cdot \sin ^{3}\theta \cdot (143\cos ^{4}\theta -66\cos ^{2}\theta +3)}
{\displaystyle Y_{7}^{4}(\theta ,\varphi )={3 \over 32}{\sqrt {385 \over 2\pi }}\cdot e^{4i\varphi }\cdot \sin ^{4}\theta \cdot (13\cos ^{3}\theta -3\cos \theta )}
{\displaystyle Y_{7}^{5}(\theta ,\varphi )={-3 \over 64}{\sqrt {385 \over 2\pi }}\cdot e^{5i\varphi }\cdot \sin ^{5}\theta \cdot (13\cos ^{2}\theta -1)}
{\displaystyle Y_{7}^{6}(\theta ,\varphi )={3 \over 64}{\sqrt {5005 \over \pi }}\cdot e^{6i\varphi }\cdot \sin ^{6}\theta \cdot \cos \theta }
{\displaystyle Y_{7}^{7}(\theta ,\varphi )={-3 \over 64}{\sqrt {715 \over 2\pi }}\cdot e^{7i\varphi }\cdot \sin ^{7}\theta }

## Armonicele sferice cul= 8
{\displaystyle Y_{8}^{-8}(\theta ,\varphi )={3 \over 256}{\sqrt {12155 \over 2\pi }}\cdot e^{-8i\varphi }\cdot \sin ^{8}\theta }
{\displaystyle Y_{8}^{-7}(\theta ,\varphi )={3 \over 64}{\sqrt {12155 \over 2\pi }}\cdot e^{-7i\varphi }\cdot \sin ^{7}\theta \cdot \cos \theta }
{\displaystyle Y_{8}^{-6}(\theta ,\varphi )={1 \over 128}{\sqrt {7293 \over \pi }}\cdot e^{-6i\varphi }\cdot \sin ^{6}\theta \cdot (15\cos ^{2}\theta -1)}
{\displaystyle Y_{8}^{-5}(\theta ,\varphi )={3 \over 64}{\sqrt {17017 \over 2\pi }}\cdot e^{-5i\varphi }\cdot \sin ^{5}\theta \cdot (5\cos ^{3}\theta -1\cos \theta )}
{\displaystyle Y_{8}^{-4}(\theta ,\varphi )={3 \over 128}{\sqrt {1309 \over 2\pi }}\cdot e^{-4i\varphi }\cdot \sin ^{4}\theta \cdot (65\cos ^{4}\theta -26\cos ^{2}\theta +1)}
{\displaystyle Y_{8}^{-3}(\theta ,\varphi )={1 \over 64}{\sqrt {19635 \over 2\pi }}\cdot e^{-3i\varphi }\cdot \sin ^{3}\theta \cdot (39\cos ^{5}\theta -26\cos ^{3}\theta +3\cos \theta )}
{\displaystyle Y_{8}^{-2}(\theta ,\varphi )={3 \over 128}{\sqrt {595 \over \pi }}\cdot e^{-2i\varphi }\cdot \sin ^{2}\theta \cdot (143\cos ^{6}\theta -143\cos ^{4}\theta +33\cos ^{2}\theta -1)}
{\displaystyle Y_{8}^{-1}(\theta ,\varphi )={3 \over 64}{\sqrt {17 \over 2\pi }}\cdot e^{-i\varphi }\cdot \sin \theta \cdot (715\cos ^{7}\theta -1001\cos ^{5}\theta +385\cos ^{3}\theta -35\cos \theta )}
{\displaystyle Y_{8}^{0}(\theta ,\varphi )={1 \over 256}{\sqrt {17 \over \pi }}\cdot (6435\cos ^{8}\theta -12012\cos ^{6}\theta +6930\cos ^{4}\theta -1260\cos ^{2}\theta +35)}
{\displaystyle Y_{8}^{1}(\theta ,\varphi )={-3 \over 64}{\sqrt {17 \over 2\pi }}\cdot e^{i\varphi }\cdot \sin \theta \cdot (715\cos ^{7}\theta -1001\cos ^{5}\theta +385\cos ^{3}\theta -35\cos \theta )}
{\displaystyle Y_{8}^{2}(\theta ,\varphi )={3 \over 128}{\sqrt {595 \over \pi }}\cdot e^{2i\varphi }\cdot \sin ^{2}\theta \cdot (143\cos ^{6}\theta -143\cos ^{4}\theta +33\cos ^{2}\theta -1)}
{\displaystyle Y_{8}^{3}(\theta ,\varphi )={-1 \over 64}{\sqrt {19635 \over 2\pi }}\cdot e^{3i\varphi }\cdot \sin ^{3}\theta \cdot (39\cos ^{5}\theta -26\cos ^{3}\theta +3\cos \theta )}
{\displaystyle Y_{8}^{4}(\theta ,\varphi )={3 \over 128}{\sqrt {1309 \over 2\pi }}\cdot e^{4i\varphi }\cdot \sin ^{4}\theta \cdot (65\cos ^{4}\theta -26\cos ^{2}\theta +1)}
{\displaystyle Y_{8}^{5}(\theta ,\varphi )={-3 \over 64}{\sqrt {17017 \over 2\pi }}\cdot e^{5i\varphi }\cdot \sin ^{5}\theta \cdot (5\cos ^{3}\theta -1\cos \theta )}
{\displaystyle Y_{8}^{6}(\theta ,\varphi )={1 \over 128}{\sqrt {7293 \over \pi }}\cdot e^{6i\varphi }\cdot \sin ^{6}\theta \cdot (15\cos ^{2}\theta -1)}
{\displaystyle Y_{8}^{7}(\theta ,\varphi )={-3 \over 64}{\sqrt {12155 \over 2\pi }}\cdot e^{7i\varphi }\cdot \sin ^{7}\theta \cdot \cos \theta }
{\displaystyle Y_{8}^{8}(\theta ,\varphi )={3 \over 256}{\sqrt {12155 \over 2\pi }}\cdot e^{8i\varphi }\cdot \sin ^{8}\theta }

## Armonicele sferice cul= 9
{\displaystyle Y_{9}^{-9}(\theta ,\varphi )={1 \over 512}{\sqrt {230945 \over \pi }}\cdot e^{-9i\varphi }\cdot \sin ^{9}\theta }
{\displaystyle Y_{9}^{-8}(\theta ,\varphi )={3 \over 256}{\sqrt {230945 \over 2\pi }}\cdot e^{-8i\varphi }\cdot \sin ^{8}\theta \cdot \cos \theta }
{\displaystyle Y_{9}^{-7}(\theta ,\varphi )={3 \over 512}{\sqrt {13585 \over \pi }}\cdot e^{-7i\varphi }\cdot \sin ^{7}\theta \cdot (17\cos ^{2}\theta -1)}
{\displaystyle Y_{9}^{-6}(\theta ,\varphi )={1 \over 128}{\sqrt {40755 \over \pi }}\cdot e^{-6i\varphi }\cdot \sin ^{6}\theta \cdot (17\cos ^{3}\theta -3\cos \theta )}
{\displaystyle Y_{9}^{-5}(\theta ,\varphi )={3 \over 256}{\sqrt {2717 \over \pi }}\cdot e^{-5i\varphi }\cdot \sin ^{5}\theta \cdot (85\cos ^{4}\theta -30\cos ^{2}\theta +1)}
{\displaystyle Y_{9}^{-4}(\theta ,\varphi )={3 \over 128}{\sqrt {95095 \over 2\pi }}\cdot e^{-4i\varphi }\cdot \sin ^{4}\theta \cdot (17\cos ^{5}\theta -10\cos ^{3}\theta +1\cos \theta )}
{\displaystyle Y_{9}^{-3}(\theta ,\varphi )={1 \over 256}{\sqrt {21945 \over \pi }}\cdot e^{-3i\varphi }\cdot \sin ^{3}\theta \cdot (221\cos ^{6}\theta -195\cos ^{4}\theta +39\cos ^{2}\theta -1)}
{\displaystyle Y_{9}^{-2}(\theta ,\varphi )={3 \over 128}{\sqrt {1045 \over \pi }}\cdot e^{-2i\varphi }\cdot \sin ^{2}\theta \cdot (221\cos ^{7}\theta -273\cos ^{5}\theta +91\cos ^{3}\theta -7\cos \theta )}
{\displaystyle Y_{9}^{-1}(\theta ,\varphi )={3 \over 256}{\sqrt {95 \over 2\pi }}\cdot e^{-i\varphi }\cdot \sin \theta \cdot (2431\cos ^{8}\theta -4004\cos ^{6}\theta +2002\cos ^{4}\theta -308\cos ^{2}\theta +7)}
{\displaystyle Y_{9}^{0}(\theta ,\varphi )={1 \over 256}{\sqrt {19 \over \pi }}\cdot (12155\cos ^{9}\theta -25740\cos ^{7}\theta +18018\cos ^{5}\theta -4620\cos ^{3}\theta +315\cos \theta )}
{\displaystyle Y_{9}^{1}(\theta ,\varphi )={-3 \over 256}{\sqrt {95 \over 2\pi }}\cdot e^{i\varphi }\cdot \sin \theta \cdot (2431\cos ^{8}\theta -4004\cos ^{6}\theta +2002\cos ^{4}\theta -308\cos ^{2}\theta +7)}
{\displaystyle Y_{9}^{2}(\theta ,\varphi )={3 \over 128}{\sqrt {1045 \over \pi }}\cdot e^{2i\varphi }\cdot \sin ^{2}\theta \cdot (221\cos ^{7}\theta -273\cos ^{5}\theta +91\cos ^{3}\theta -7\cos \theta )}
{\displaystyle Y_{9}^{3}(\theta ,\varphi )={-1 \over 256}{\sqrt {21945 \over \pi }}\cdot e^{3i\varphi }\cdot \sin ^{3}\theta \cdot (221\cos ^{6}\theta -195\cos ^{4}\theta +39\cos ^{2}\theta -1)}
{\displaystyle Y_{9}^{4}(\theta ,\varphi )={3 \over 128}{\sqrt {95095 \over 2\pi }}\cdot e^{4i\varphi }\cdot \sin ^{4}\theta \cdot (17\cos ^{5}\theta -10\cos ^{3}\theta +1\cos \theta )}
{\displaystyle Y_{9}^{5}(\theta ,\varphi )={-3 \over 256}{\sqrt {2717 \over \pi }}\cdot e^{5i\varphi }\cdot \sin ^{5}\theta \cdot (85\cos ^{4}\theta -30\cos ^{2}\theta +1)}
{\displaystyle Y_{9}^{6}(\theta ,\varphi )={1 \over 128}{\sqrt {40755 \over \pi }}\cdot e^{6i\varphi }\cdot \sin ^{6}\theta \cdot (17\cos ^{3}\theta -3\cos \theta )}
{\displaystyle Y_{9}^{7}(\theta ,\varphi )={-3 \over 512}{\sqrt {13585 \over \pi }}\cdot e^{7i\varphi }\cdot \sin ^{7}\theta \cdot (17\cos ^{2}\theta -1)}
{\displaystyle Y_{9}^{8}(\theta ,\varphi )={3 \over 256}{\sqrt {230945 \over 2\pi }}\cdot e^{8i\varphi }\cdot \sin ^{8}\theta \cdot \cos \theta }
{\displaystyle Y_{9}^{9}(\theta ,\varphi )={-1 \over 512}{\sqrt {230945 \over \pi }}\cdot e^{9i\varphi }\cdot \sin ^{9}\theta }

## Armonicele sferice cul= 10
{\displaystyle Y_{10}^{-10}(\theta ,\varphi )={1 \over 1024}{\sqrt {969969 \over \pi }}\cdot e^{-10i\varphi }\cdot \sin ^{10}\theta }
{\displaystyle Y_{10}^{-9}(\theta ,\varphi )={1 \over 512}{\sqrt {4849845 \over \pi }}\cdot e^{-9i\varphi }\cdot \sin ^{9}\theta \cdot \cos \theta }
{\displaystyle Y_{10}^{-8}(\theta ,\varphi )={1 \over 512}{\sqrt {255255 \over 2\pi }}\cdot e^{-8i\varphi }\cdot \sin ^{8}\theta \cdot (19\cos ^{2}\theta -1)}
{\displaystyle Y_{10}^{-7}(\theta ,\varphi )={3 \over 512}{\sqrt {85085 \over \pi }}\cdot e^{-7i\varphi }\cdot \sin ^{7}\theta \cdot (19\cos ^{3}\theta -3\cos \theta )}
{\displaystyle Y_{10}^{-6}(\theta ,\varphi )={3 \over 1024}{\sqrt {5005 \over \pi }}\cdot e^{-6i\varphi }\cdot \sin ^{6}\theta \cdot (323\cos ^{4}\theta -102\cos ^{2}\theta +3)}
{\displaystyle Y_{10}^{-5}(\theta ,\varphi )={3 \over 256}{\sqrt {1001 \over \pi }}\cdot e^{-5i\varphi }\cdot \sin ^{5}\theta \cdot (323\cos ^{5}\theta -170\cos ^{3}\theta +15\cos \theta )}
{\displaystyle Y_{10}^{-4}(\theta ,\varphi )={3 \over 256}{\sqrt {5005 \over 2\pi }}\cdot e^{-4i\varphi }\cdot \sin ^{4}\theta \cdot (323\cos ^{6}\theta -255\cos ^{4}\theta +45\cos ^{2}\theta -1)}
{\displaystyle Y_{10}^{-3}(\theta ,\varphi )={3 \over 256}{\sqrt {5005 \over \pi }}\cdot e^{-3i\varphi }\cdot \sin ^{3}\theta \cdot (323\cos ^{7}\theta -357\cos ^{5}\theta +105\cos ^{3}\theta -7\cos \theta )}
{\displaystyle Y_{10}^{-2}(\theta ,\varphi )={3 \over 512}{\sqrt {385 \over 2\pi }}\cdot e^{-2i\varphi }\cdot \sin ^{2}\theta \cdot (4199\cos ^{8}\theta -6188\cos ^{6}\theta +2730\cos ^{4}\theta -364\cos ^{2}\theta +7)}
{\displaystyle Y_{10}^{-1}(\theta ,\varphi )={1 \over 256}{\sqrt {1155 \over 2\pi }}\cdot e^{-i\varphi }\cdot \sin \theta \cdot (4199\cos ^{9}\theta -7956\cos ^{7}\theta +4914\cos ^{5}\theta -1092\cos ^{3}\theta +63\cos \theta )}
{\displaystyle Y_{10}^{0}(\theta ,\varphi )={1 \over 512}{\sqrt {21 \over \pi }}\cdot (46189\cos ^{10}\theta -109395\cos ^{8}\theta +90090\cos ^{6}\theta -30030\cos ^{4}\theta +3465\cos ^{2}\theta -63)}
{\displaystyle Y_{10}^{1}(\theta ,\varphi )={-1 \over 256}{\sqrt {1155 \over 2\pi }}\cdot e^{i\varphi }\cdot \sin \theta \cdot (4199\cos ^{9}\theta -7956\cos ^{7}\theta +4914\cos ^{5}\theta -1092\cos ^{3}\theta +63\cos \theta )}
{\displaystyle Y_{10}^{2}(\theta ,\varphi )={3 \over 512}{\sqrt {385 \over 2\pi }}\cdot e^{2i\varphi }\cdot \sin ^{2}\theta \cdot (4199\cos ^{8}\theta -6188\cos ^{6}\theta +2730\cos ^{4}\theta -364\cos ^{2}\theta +7)}
{\displaystyle Y_{10}^{3}(\theta ,\varphi )={-3 \over 256}{\sqrt {5005 \over \pi }}\cdot e^{3i\varphi }\cdot \sin ^{3}\theta \cdot (323\cos ^{7}\theta -357\cos ^{5}\theta +105\cos ^{3}\theta -7\cos \theta )}
{\displaystyle Y_{10}^{4}(\theta ,\varphi )={3 \over 256}{\sqrt {5005 \over 2\pi }}\cdot e^{4i\varphi }\cdot \sin ^{4}\theta \cdot (323\cos ^{6}\theta -255\cos ^{4}\theta +45\cos ^{2}\theta -1)}
{\displaystyle Y_{10}^{5}(\theta ,\varphi )={-3 \over 256}{\sqrt {1001 \over \pi }}\cdot e^{5i\varphi }\cdot \sin ^{5}\theta \cdot (323\cos ^{5}\theta -170\cos ^{3}\theta +15\cos \theta )}
{\displaystyle Y_{10}^{6}(\theta ,\varphi )={3 \over 1024}{\sqrt {5005 \over \pi }}\cdot e^{6i\varphi }\cdot \sin ^{6}\theta \cdot (323\cos ^{4}\theta -102\cos ^{2}\theta +3)}
{\displaystyle Y_{10}^{7}(\theta ,\varphi )={-3 \over 512}{\sqrt {85085 \over \pi }}\cdot e^{7i\varphi }\cdot \sin ^{7}\theta \cdot (19\cos ^{3}\theta -3\cos \theta )}
{\displaystyle Y_{10}^{8}(\theta ,\varphi )={1 \over 512}{\sqrt {255255 \over 2\pi }}\cdot e^{8i\varphi }\cdot \sin ^{8}\theta \cdot (19\cos ^{2}\theta -1)}
{\displaystyle Y_{10}^{9}(\theta ,\varphi )={-1 \over 512}{\sqrt {4849845 \over \pi }}\cdot e^{9i\varphi }\cdot \sin ^{9}\theta \cdot \cos \theta }
{\displaystyle Y_{10}^{10}(\theta ,\varphi )={1 \over 1024}{\sqrt {969969 \over \pi }}\cdot e^{10i\varphi }\cdot \sin ^{10}\theta }